# ویار (قزوین)
ویار یک روستا در ایران است که در دهستان رودبار شهرستان واقع شده‌است. ویار ۱۸۴ نفر جمعیت دارد.